# 김회권
김회권(1986년 4월 10일 ~ )은 KBO 리그 전 한화 이글스의 선수이다.
그리고 갤진용 사건의 같이 동조하기도 하였다.
2005년 신인 드래프트에서 LG 트윈스의 2차 8순위 지명을 받고 2006년에 입단하였다. 이후 2008년 10월 방출되었고, 한화 이글스에 입단하였다. 2009년 주로 2군에서 활동하다가 시즌 중 방출되었다.
현재는 온양온천초 코치로 부임되어있다 

## 출신학교
- 온양온천초등학교
- 온양중학교
- 북일고등학교